# Рошко, Всеволод Леонидович
Все́волод Леони́дович Рошко (фр. Vsevolod Rochcau, 23 мая 1917, Москва, Российская империя — 13 декабря 1984, Иерусалим, Израиль) — священник католической церкви византийского обряда, церковный историк, миссионер, участник Русского апостолата, деятель Русского Зарубежья.

## Биография
Родился в дворянской семье, ведущей происхождение от одного из бояр Дмитрия Кантемира, крещён в православии.
Брат Всеволода — Георгий Рошко — также стал католическим священником. Дядя, брат отца Владимир Александрович Рошко служил офицером Крымского татарского войска, участвовал в белом движении, в 1919 году был замучен большевиками в Николаеве.
После 1917 года семья была в эмиграции в Японии, с 1918 года — в США, в 1920 года переехали в Европу, с 1923 года проживали в Париже, где Всеволод в 1936 году окончил среднюю школу и поступил в университет.
Также как и старший брат, Всеволод принял католичество, поступил в доминиканский монастырь, однако монашеских обетов тут не принял, впоследствии он стал членом общины Младших братьев отца де Фуко.
В 1946 году Всеволод Рошко был рукоположён в сан священника в Риме, обслуживал лагеря русских беженцев в Италии, затем был переведён в Буэнос-Айрес, Аргентина, где работал в Приход Петра и Павла (Гуэмес), в Преображенская церковь, Лос Кардалес и в Интернат св. апостола Андрея Первозванного, - ныне эти структуры входят в Ординариат Аргентины для верных восточного обряда.
В 1949 году он был направлен в Русскую католическую общину в Сантьяго де Чили, Чили. Следующим местом работы была Русская католическая миссия в Диллингем на Аляске, США, здесь Рошко занялся серьёзным исследованием жизни и творчества русского миссионера Германа Аляскинского. В 1964 году священник переехал в Израиль, где стал вице-директором дома для бедных паломников «Дом Авраама» в юрисдикции Греко-мелькитской церкви. 
Всеволод Рошко посещал СССР в качестве туриста в конце 1970-х и в начале 1980-х годов. Отец Всеволод состоял в переписке с протоиереем Александром Менем.
Круг научных и богословских интересов Рошко был весьма разнообразен, помимо эпистолярного наследия он оставил другие работы — это книги и статьи, в том числе посвящённые истории русского присутствия и православия на Аляске, истории русского старообрядчества в лице протопопа Аввакума, ряду восточных святых, в том числе палестинскому юродивому Симеону Саллосу. Серьёзный труд Всеволода Рошко — это книга «Преподобный Серафим: Саров и Дивеево», которая была написана в эмиграции на французском языке по доступным в западном мире источникам, автор писал её в Париже и Иерусалиме. Проживая на Святой Земле Рошко был близок с православными священниками Ильёй Шмаином и Михаилом Аксёновым-Меерсон.
В 1982 Рошко вышел на пенсию, проживал в доме итальянских монахинь, скончался 13 декабря 1984 года в Иерусалиме, похоронен на кладбище Mater Misericordia.

## Труды
- Рошко Всеволод, прот. Преподобный Серафим: Саров и Дивеево / Е. Березина, С. Бычков ред., О. Вайнер пер. с фр. М.: Sam & Sam, 1994. 152 с.